# Ернест Генрі (плавець)
Ернест Генрі (англ. Ernest Henry, 13 травня 1904 — 3 червня 1998) — австралійський плавець.
Призер Олімпійських Ігор 1924 року.